# Henning Andersen (politiker)
 Der er flere personer med dette navn, se Henning Andersen.
Henning Koefoed Andersen (født 27. oktober 1931 i Skagen, død 12. august 2008 i Ærøskøbing) var en dansk erhvervsmand og politiker for Det Konservative Folkeparti.
Henning Andersen var søn af direktør Seren Andersen (død 1976) og hustru Ragna født Koefoed Ruth (død 1982), tog realeksamen, blev handelsuddannet på Vestjydsk Handelsskole i Esbjerg 1950 og blev i 1954 bogholder og senere prokurist ved Esbjerg Skibsværft. I 1957 blev han direktør og medindehaver af Marstal Træskibsværft på Ærø, hvilket han var til 1978.
Han var medlem af Fyns Amtsråd fra 1970 til 1997, heraf var han viceamtsborgmester 1982-1994 og formand for Undervisnings- og Kulturudvalget 1990-1997. Men han markerede sig mest som mangegårig formand for amtets tekniske udvalg hvor han bl.a. gjorde en indsats for vandmiljøet.
Han var medlem af Det Konservative Folkepartis repræsentantskab fra 1965 og næsten 40 år frem. Henning Andersen var også folketingsmedlem i atten år, heraf tretten som medlem af Finansudvalget (1981-1994) og fem år (1987-1992) som finanspolitisk ordfører. Han var folketingsmedlem for Odense Amtskreds fra 1. maj 1970 til 20. september 1971, for Fyns Amtskreds fra 21. september 1971 til 3. december 1973 og igen fra 23. oktober 1979 til 1994. Han var Ridder af Dannebrog.
Han blev gift 3. september 1955 med Annalisa Lohmann Lagoni (født 4. marts 1934 i Esbjerg), datter af Hans Lagoni (død 1980) og hustru Ane Krestine født Christensen (død 1977)
Han døde 76 år gammel den 12. august 2008 på Ærøskøbing Sygehus.